# Žuti čaj
Žuti čaj je vrsta čaja koja se baš kao i zeleni, beli i crni čaj dobija od listova i pupoljaka biljke Camellia sinensis, ali je prošao kroz blagi preces fermentacije. Zeleni čaj visokog kvaliteta, ponekad nazivaju žutim čajem.
Žuti čaj je, prema razvrstavanju, na trećem mestu posle zelenog oko 7-10% fermentacije.
Camellia sinensis je zimzelen žbun ili malo drvo čiji se listovi i pupoljci koriste za proizvodnju čaja. Od roda kamelija je.

## Vrste žutog čaja
- iz Pokrajine Hunan, Kina
- iz Pokrajine Anhuej, Kina

## Istorija
Ova vrsta čaja je napravljena od sirovina visokog kvaliteta isključivo u Kini. Od dinastije Ming, vrsta Junshan Yinzhen žutog čaja se proizvodi na jednom od mnogobrojnih ostrva pod nazivom Junšan. Posebni proizvodni metod je čuvana tajna vekovima. Kvalitet carskog žutog caja je proizvoden samo u malim količinama i isporučivali su se isključivo na carskom dvoru.
Do nedavno, proizvodio se u granicama Dongting jezera u provinciji Hunan. Od davnina, ovu teritoriju su naseljavali ribari i isposnici koji su se između ostalog bavili uzgojem čaja. Smatra se da su ga veoma dugo čuvali od stranaca, a za objavljivanje svojih tajni, bili su strogo kažnjivani. Duže vreme je predstavljao privilegiju samo cara i plemića.

## Svojstva
Budući da je čaj napravljen od visoko kvalitetnih sirovina, on sadrži velike količine vitamina, minerala, aminokiselina, polifenola i antioksidanasa. Zbog svog lekovitog dejstva, koristi se u alternativnoj medicini jer ublažava grčeve, podstiče odbrambeni sistem organizma,a takođe utiče na mentalne aktivnosti. Žuti čaj efikasno pomaže razgradnji masnih ćelija, te se smatra neprikosnovenim pomoćnikom pri mršavljenju.

## Proizvodnja
Nakon pečenja i valjanja,listovi su naslagani u malim gomilama i prekriveni vlažnom krpom. Tako se čuvaju duže od dva dana na vlažnosti 80-90%, dok ne oksiduju. Zatim su podvrgnuti kratkom postupku sušenja. Jedan kilogram svežeg čaja formira, nakon obrade, 200g žutog čaja.

## Priprema
Pri pripremi žutog čaja voda se treba kuvati do 70-80 °C, pošto ključala voda uništava mirise i hranljive materije, te će čaj biti gorak.

## Organoleptičke osobine
Aroma žutog čaja je jedinstven,ima dimljene note koje su jedinstvene za njega. Infuzija žutog čaja je providne žućkasto-ćilibarne boje. Pošto infuzija žutog čaja daje žuto-rozikastu ivicu na šolji,lako je utvrditi da li je u pitanju žuti čaj. Poseduje prijatan, nežan, slatkast ukus, okrepljujući, originalni zaostali ukus u ustima.

## Skladištenje
Skladište žutog čaja bi trebalo da bude na suvom mestu,u dobro zatvorenoj keramičkoj posudi sa brušenim zatvaračem. Ne treba ga čuvati pored hrane, jer vrlo brzo upija mirise. Rok uporebe je godinu dana, nakon toga gubi kvalitet.